# 南雅廳
南雅廳（白話字：Lâm-ngá-thiaⁿ，臺羅：Lâm-ngá-thiann），是一個其存在本身即存在爭議的行政區劃。主流意見認為南雅廳為大清福建臺灣省（臺灣清治時期）臺北府下轄的一個散廳，而其中部分人認為南雅廳經朝廷审议通过，但由於甲午战争爆發而未及設立。另有意見認為南雅廳本身並不存在，屬於對“南雅同知”一職的過分解讀。

## 歷史
光緒十二年（1886年），時任福建臺灣巡撫劉銘傳在奏請派林維源任幫辦臺北撫墾事務的奏疏中，即已提及「南雅地方可分一縣」，並先在大嵙崁設撫墾總局，理由是南雅地方「民番交錯，久成市鎮」。奏摺中稱：「南雅地方」（今桃園市大溪區南雅派出所附近之地）介於淡、新、宜三縣間，大多為平坦育腴之地，出產甚富，將來聚集墾民，可分設一縣；而林維源「鄉望素著、勤謹篤實」，又曾經開墾該地，熟悉狀況，應飭其由福建返回臺灣，「幫同辦理臺北撫墾事宜」。:18, 29
光緒二十年（1894年），新任福建臺湾巡抚邵友濂奏请在淡水县海山堡一带添置臺北府分防南雅理番捕盗同知（即“南雅同知”）一员，隶属臺北府；建議厅治设于南仔，管辖一堡（即海山堡）。南雅廳只管需就地即時處理的事務，而治安工作等重大案件仍由新竹、淡水縣掌管:29。同年，清政府擬析淡水縣設南雅廳，廳治置於大嵙崁。此時，臺灣省共隸3府、1直隸州、4散廳、11縣。另有一説謂由於1895年臺湾被割让给日本，南雅厅並未正式设立。

## 爭議
中国人民大学清史研究所副教授胡恒认为南雅廳本身並不存在。其主張所謂“南雅廳”長官臺北府分防南雅理番捕盗同知（即“南雅同知”）並非廳長官的官銜，並稱“抚民同知”或“理事同知”方為廳長官的官銜。其也主張邵友濂奏疏中並不同意设县，使南雅地方和淡水县“分疆划界”（“若照前抚臣原议分设县缺，则粮额并无增益，转多分疆划界之烦”），所以如果设立的是一个正式的“厅”，即与邵友濂所奏相违。其也以邵友濂奏疏中提到南雅同知的权限是“所有民番词讼、窃盗、赌匪等案，准其分别审理挚禁；遇有命、盗重案，就近勘验、通报。自徒罪以上，仍送该管县审拟解勘”，推斷南雅同知仅能处理民间细事，不能動用重刑，凡遇命盗重案只能勘验、通报，交由附近的县审理；並因此稱南雅地方仍归属淡水县管辖。至於為何清代文献中出現“南雅厅”的说法，該主張謂只具有捕盗、水利等某一方面的具体职能的同知（府佐贰）本不应被列为厅，但因同知、通判的衙门从明代开始被俗称作“厅”，因此文献中往往也把这一类非政区的同知、通判机构也称作“某某厅”，故“南雅廳”的“厅”字只代表机构名称，而非代表“南雅廳”具有政区性质。